# Ван Свинден, Ян Гендрик
Ян Гендрик ван Свинден (нидерл. Jean Henri van Swinden; 8 июня 1746, Гаага — 9 марта 1823, Амстердам) — нидерландский математик и физик.

## Биография
Ван Свинден родился в Гааге, в семье юриста Филипа ван Свиндена и Мари Анне Толосан, потомков французских эмигрантов. Он изучал с 1763 по 1766 годы философию, физику, анатомию, физиологию, ботанику и химию в лейденском университете. 12 июня 1766 года защитил докторскую диссертацию о гравитации. В том же году он стал профессором по физике и философии в Университете Франекера. Помимо чтения лекций, занимался собственным образованием и научно-исследовательской работой. 
В 1776 году ван Свинден вместе с Шарлем Кулоном был удостоен Парижской королевской Академии наук международной премией за его работу по геомагнетизму и отношению между магнетизмом и электричеством. В 1777 году он также получил премию Баварской Академии наук. В 1785 году ван Свинден переехал из Франекера в Амстердам, где будучи профессором в Athenaeum Illustre, он читал лекции по философии, математике, физике и астрономии.

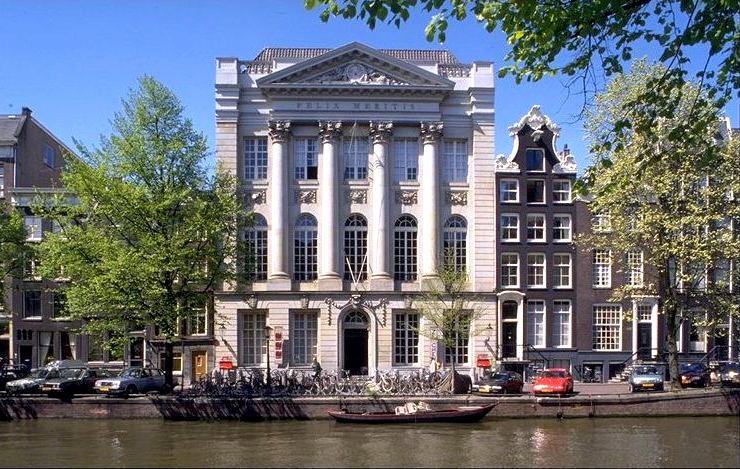
Феликс Меритис на Кайзерсграхте в Амстердаме.

В Амстердаме помимо прочего Ван Свинден ввёл систему нумерации домов, возглавил в 1795 году первую амстердамскую перепись населения, а также был председателем комиссии, которая в 1798 году докладывала городскому правительству о положении общественного здравоохранения.
Как представитель Батавской республики был членом комиссии, созданной по инициативе французского правительства, по определению длины метра. Комиссия работала с ноября 1798 по июль 1799 года в Париже. Свинден выступал за введение метрической системы в Голландии, в том числе в своих лекциях в созданном в 1777 году обществе Феликс Меритис (чьё здание в XX веке стало главным офисом нидерландской коммунистической партии). Сборник лекций вышел в 1802 году в двух томах: Повесть о совершённых мерах и весах (нидерл. Verhandeling over volmaakte maaten en gewigten).
Ван Свинден после французского вторжения в январе 1795 года стал одним из депутатов Амстердама в Совете временных представителей народа Голландии. Через пять лет, с июня 1800 по сентябрь 1801 года стал членом исполкома Батавской республики. Возлагались большие надежды на то, что отличная репутация Ван Свиндена во Франции будет способствовать развитию отношений.
Ван Свинден был одним из ведущих европейских учёных своего времени. Основал Королевского института наук (1808). Также ван Свинден принял участие в создании нидерландской денежной системы.
После его смерти были опубликованы переиздания его советов о системе гульдена, а также публикаций об устаревших мерах длины и площади в отношении к метрической системе. Его описание самого старого, но до сих пор ещё действующего в мире планетария Эйсе Эйсинги 1780 года также было переиздано как факсимиле.
В 1971 году его имя было присвоено лаборатории Нидерландского института мер и весов. Помимо этого в Голландии девять улиц названы в его честь (нидерл. Van Swindenstraat), в том числе три — в Амстердамском районе (нидерл. Dapperbuurt).